# Kenttäsaari (ö i Lappland, Kemi-Torneå)
Kenttäsaari är en ö i Finland. Den ligger i sjön Aapajärvi och i kommunen Torneå i den ekonomiska regionen  Kemi-Torneå  och landskapet Lappland, i den norra delen av landet, 700 km norr om huvudstaden Helsingfors. Öns area är 3,1 hektar och dess största längd är 370 meter i öst-västlig riktning.